# Israel Kamakawiwoʻole
Israel Kaʻanoʻi Kamakawiwoʻole, född 20 maj 1959 i Honolulu, död 26 juni 1997 i Honolulu, var en hawai’iansk ukulelespelare, sångare och låtskrivare.
Han blev känd utanför Hawaii när hans album Ka ʻAnoʻi släpptes 1990 och albumet Facing Future släpptes 1993. Båda albumen innehöll bland annat covermedleyn "Over the Rainbow/What a Wonderful World" som blev en stor internationell framgång.

## Uppväxt
Israel Kamakawiwoʻole var son till Henry Kaleialoha Naniwa Kamakawiwoʻole, Jr. och Evangeline Leinani Kamakawiwoʻole. När Israel var 11 år började han spela musik tillsammans med sin bror, Skippy.
När han var i tonåren flyttade familjen till Mākaha. Där träffade han och hans bror Louis "Moon" Kauakahi, Sam Gray, och Jerome Koko som han bildade sitt första band, Mākaha Sons of Niʻihau, tillsammans med. Bandet turnerade över Hawaii mellan 1976 och 1980 och byggde sig ett rykte och en trogen fanskara.
År 1982 dog Israels bror, Skippy Kamakawiwoʻole, av en hjärtinfarkt och Mākaha Sons of Niʻihau upplöstes. Israel gifte sig med sin barndomskärlek Marlene och kort efter fick de en dotter som döptes till Ceslieanne "Wehi" Kamakawiwoʻole.

## Musikkarriär
För albumet Kaʻanoʻi (1990) tilldelades Israel Contemporary Album of the Year och Male Vocalist of the Year av Hawaiʻi Academy of Recording Arts (HARA).
Albumet Facing Future från 1993 anses av många vara det bästa albumet Israel gjorde under sin karriär. Med låtar som "Somewhere Over The Rainbow/What A Wonderful World", "Hawaii '78", "White Sandy Beach Of Hawaiʻi" och "Maui Hawaiian Sup'pa Man" blev Israel Kamakawiwoʻole den första hawaiianske artist som sålt mer än en miljon album i USA.
Han är främst känd för covermedleyt "Somewhere Over The Rainbow/What A Wonderful World" bestående av "Over the Rainbow" av Harold Arlen och Yip Harburg samt "What a Wonderful World" av Louis Armstrong och spelas i Kamakawiwo'oles version helt akustiskt med bara sång och ackompanjemang med ukulele.
Låten har använts i många TV-produktioner, bland annat i Scrubs-avsnittet My Way Home och SVT-serien Korrespondenterna samt i filmerna Finding Forrester, Meet Joe Black, 50 First Dates. Den användes även i stiftelsen Min Stora Dags reklamfilm på temat ”Barns fantasi fungerar inte sämre för att kroppen gör det" vars rättigheter skänktes gratis av EMI och Big Boys Records/MountainAppleCompany och som hade premiär i TV-rutorna i början av februari 2009.
År 1997 fick Israel HARA:s Nā Hōkū Hanohano awards pris som  Male vocalist of the year, Favorite Entertainer of the year, Album of the year och Island Contemporary Album of the year.

## Bortgång
Kamakawiwoʻole led av svår övervikt och vägde vid ett tillfälle 343 kg (med en längd på 1,88 m). Hans stora övervikt bidrog till en lång rad hälsoproblem som till slut ledde till hans bortgång. Kamakawiwoʻole avled den 26 juni 1997, 38 år gammal. Hawaiis flagga vajade på halv stång den 10 juli 1997, dagen då han begravdes. Kamakawiwoʻole låg på lit de parade i en kista av koa-trä i Capitol building i Honolulu. Han är den tredje personen i Hawaiis historia att få den äran och den enda icke-politikern (de två andra var guvernör John A. Burns och senator Spark Matsunaga). Över 10 000 människor närvarade vid hans begravning. Tusentals fans samlades och hurrade när hans aska blev utspridd i Stilla havet vid Makua Beach den 12 juli 1997.
Den 20 september 2003 samlades hundratals av Kamakawiwoʻoles fans när en 90 kilos bronsbyst föreställande Kamakawiwoʻole avtäcktes vid Waianae Neighborhood Community Center på Oahu. Sångarens änka, Marlene Kamakawiwo'ole, och skulptören Jan-Michelle Sawyer var närvarande vid ceremonin.

## Diskografi
Studioalbum
- 1990 – Ka 'Ano'i
- 1993 – Facing Future
- 1995 – E Ala E
- 1996 – N Dis Life

Samlingsalbum
- 2000 – Iz in Concert: The Man and His Music
- 2001 – Alone in Iz World
- 2004 – Iz: The Man Behind the Music
- 2007 – Wonderful World: The Best of Israel Kamakawiwo'ole